# Henri d’Orléans (1908–1999)

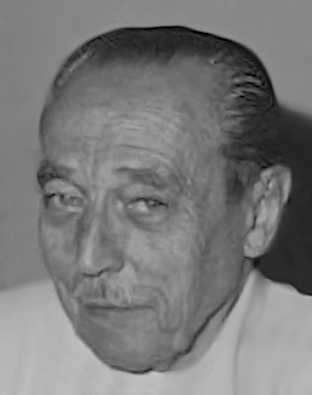
Henri d’Orléans (1987)

Henri d’Orleans (* 5. Juli 1908 auf Château Le Nouvion-en-Thiérache, Département Aisne; † 19. Juni 1999 in Cherisy, Eure-et-Loir) war seit 1940 Chef des Hauses Orléans und dessen Prätendent auf den französischen Thron.

## Leben
Henri Robert Ferdinand Marie Louis Philippe d’Orleans war der einzige Sohn von Jean d’Orléans, duc de Guise, und Isabelle d’Orléans, duchesse de Guise. Die politischen Aktivitäten der Orléanisten hatten dazu geführt, dass der jeweilige Thronprätendent von 1886 bis 1950 durch Gesetz aus Frankreich verbannt war. Als Henris Onkel Louis Philippe Robert d’Orléans, duc d’Orléans, der kinderlose Cousin seines Vaters und Bruder seiner Mutter, 1926 starb, wurde sein Vater zum Chef des Hauses Orléans, damit zum Thronprätendenten und musste deshalb mit seinem 18-jährigen Sohn Henri Frankreich verlassen; sie bezogen einen Exilsitz in Spanisch-Marokko. Henri galt nun als orléanistischer Dauphin. Nach dem Tod seines Vaters 1940 nahm er daher den Titel Graf von Paris, Herzog von Frankreich, an. Es handelt sich dabei um privatrechtlich benutzte Erstgeburtstitel nach dem historischen Hausgesetz des vormals regierenden französischen Königshauses der Kapetinger, die von heutigen französischen Gerichten als reine Höflichkeitstitel bezeichnet, jedoch als solche auch verwendet werden, und ebenso von Politik und Presse. Er erbte die Besitzungen des Hauses Orléans in Frankreich. Die Exilsitze seines Onkels, das Château de Putdael in Woluwe-Saint-Pierre bei Brüssel, und das englische Herrenhaus Wood Norton Hall, hatte die Familie bereits 1938/39 verkauft. Er erbte jedoch auch den Palazzo d'Orléans in Palermo, den sein Ururgroßvater König Louis Philippe bereits vor seiner Thronbesteigung als Exilsitz (und Geschenk seines Schwiegervaters König Ferdinand III. von Neapel und Sizilien) bewohnt hatte. Hier feierte Henri d’Orléans 1931 seine Hochzeit mit Isabelle d’Orléans-Bragance mit einem großen Ball mit 1000 Gästen. 
Im Jahr 1939 trat er, nachdem ihm die Aufnahme in die französische und die britische Armee verwehrt worden war, in die französische Fremdenlegion ein. Mit ihr kämpfte er bis zur Kapitulation im August 1940 gegen die Wehrmacht Nazideutschlands und unterstützte im Anschluss die Vichy-Regierung des Marschalls Philippe Pétain. Mit diesem und dessen Premierminister Pierre Laval traf er sich am 7. August 1942 zu einer Unterredung auf Schloss Charmeil bei Vichy. Aber noch im selben Jahr brach er mit Pétain. Ende des Jahres 1942 lebte er in Marokko als "Gentleman Farmer" und versuchte die Politik Französisch-Nordafrikas aus dem Hintergrund zu beeinflussen. Nach der Operation Torch suchte er die Nähe des freien Frankreich unter der Führung des General Charles de Gaulle, von dem er nach der Befreiung 1944 mit kritischen Untertönen bedacht wurde.
Am 24. Juni 1950 hob die Nationalversammlung auf Vorschlag de Gaulles das Exilgesetz von 1886 auf, was dem Prätendenten des Hauses Orléans (ebenso wie dem der Bonaparte) die Rückkehr in die französische Heimat ermöglichte. Henri d’Orléans bezog ein Stadtpalais in Paris, das ihm ein Banker vermacht hatte, und suchte im ganzen Land möglichst viele Anhänger der Monarchie hinter sich zu sammeln. Familiäre Festivitäten wurden seither mit großer Aufmerksamkeit von den französischen Medien verfolgt. Bis in die 1960er Jahre hing er der Illusion an, de Gaulle werde ihn als Nachfolger für das Amt des Staatspräsidenten vorschlagen. Ebenfalls 1950 erhielt er den Palazzo d'Orléans in Palermo zurückerstattet, den die italienische Regierung 1940 beschlagnahmt hatte; er verkaufte ihn 1953 an die Autonome Region Sizilien, deren Präsident ihn seither als Amtssitz nutzt. 
Henri d’Orléans lebte in der Folge von weiteren Verkäufen von Familienbesitz. Da er elf Kinder hatte und aus seinen Liegenschaften kein hohes Einkommen bezog, gründete er nach seiner Scheidung 1974 eine Familienstiftung, die Fondation Saint-Louis, um die wichtigsten Familiengüter zu bündeln, vor erneuter Erbteilung zu bewahren und sie gemeinnützig und damit subventionsfähig zu machen. Dazu gehören das als Familienmuseum genutzte Schloss Amboise, die Stammburg Bourbon-l’Archambault und der Wohnsitz Schloss Dreux mit der Grabkapelle der Orléans. Der jeweilige Graf von Paris ist Ehrenvorsitzender der Stiftung. Ferner verwaltete er die Fondation Condé, ein Altenzentrum in Chantilly. (Das dortige Schloss mit der Kunstsammlung Musée Condé hatte sein Urgroßonkel Henri von Orléans, Herzog von Aumale, 1897 dem Institut de France vermacht.) Mit seinen Söhnen geriet er jedoch anschließend wiederholt in Streit wegen seines Umgangs mit dem Familienvermögen, wogegen sich die Söhne erfolgreich auf dem Rechtsweg zur Wehr setzten. Gleichwohl starb er hochverschuldet.
Im Jahr 1984 schloss Henri d’Orléans seinen ältesten Sohn Henri Philippe von der Nachfolge als Thronprätendent aus, da dieser sich ohne seine Zustimmung von seiner Frau, einer Herzogin von Württemberg, hatte scheiden lassen und eine außerkirchliche zweite Ehe einging. Henri Philippe behauptete später, seine Ehe sei von seinem Vater und de Gaulle arrangiert worden, um die französisch-deutsche Wiederannäherung der Nachkriegszeit zu unterstützen. Der Vater sprach ihm auch den Titel eines Comte de Clermont ab und verlieh ihm den rangniedrigeren Titel des Comte de Mortain. Als Nachfolger präsentierte er dessen 22-jährigen Sohn Jean. Einige Jahre später setzte er seinen Sohn aber wieder in dessen alte Rechte ein und verlieh dessen zweiter Frau Micaela Cousiño Quinones de Leon den Titel einer Prinzessin de Joinville, Nebentitel des jeweiligen Familienoberhaupts. Seine Söhne Michel und Thibaut schloss er von der Thronfolge aus, da sie bürgerliche Frauen heirateten. Diese Entscheidung wurde später von Henri Philippe rückgängig gemacht. Diese teils widersprüchlichen Entscheidungen wurden von den französischen Royalisten sehr unterschiedlich aufgenommen und beurteilt.
Nach seinem Tod wurde Henri d’Orléans am 19. Juni 1999 in der Familiengrablege in der Chapelle royale Saint-Louis in Dreux bestattet.

## Familie
Er heiratete am 8. April 1931 in Palermo Isabelle d’Orléans-Bragance (1911–2003), mit der er elf Kinder hatte. Im Jahr 1986 trennten sie sich.
- Isabelle Marie Laura Victoire (* 8. April 1932) ⚭ Friedrich-Karl von Schönborn-Buchheim
- Henri Philippe Pierre Marie (* 14. Juni 1933; † 21. Januar 2019) ⚭ 1. Marie Therese von Württemberg, ⚭ 2. Micaela Quinones de Leon
- Hélène Astrid Léopoldine Marie (* 17. September 1934) ⚭ Evrard de Limburg-Stirum
- François Gaston Michel Marie, Duc d’Orléans (* 15. August 1935; † 11. Oktober 1960, in Algerien gefallen)
- Anne Marguerite Brigitta Marie (* 4. Dezember 1938) ⚭ Carlos von Bourbon-Sizilien, Herzog von Kalabrien
- Diane Françoise Maria da Glória (* 24. März 1940) ⚭ Carl Herzog von Württemberg
- Michel Joseph Benoît Marie, Comte d'Évreux (* 25. Juni 1941) ⚭ Béatrice Pasquier de Franclieu
- Jacques Jean Jaroslav Marie, Duc d'Orléans (* 25. Juni 1941, Zwillingsbruder des Vorstehenden) ⚭ Gersende de Sabran-Pontevès
- Claude Marie Agnès Cathérine (* 11. Dezember 1943) ⚭ Amadeus von Savoyen, Herzog von Aosta
- Jeanne Chantal Alice Clothilde Marie (* 9. Januar 1946) ⚭ François-Xavier de Sambucy de Sorgue
- Thibaut Louis Denis Humbert Marie, Comte de la Marche (* 20. Januar 1948; † 23. März 1983) ⚭ Marion Gordon-Orr